# 桂丹路
桂丹路，旧称桂丹公路，位于中国广东省，是一条呈东西走向的主干道，也是359国道、269省道的一部分。东接海八路、省道121佛山大道，下穿禅西大道、南广铁路，上跨佛清从高速公路、东平水道金沙大桥、樵金路、接240国道樵丹路、广州西二环高速公路，全长26公里。其建成可加强广州与佛山及粤西地区联系，全线贯穿桂城、罗村、金沙、丹灶，主要承担区域性过境公路功能，珠江时报称其为“跨越南海东西部的大动脉”。道路经常面临承载压力，其日均通行车流量达到原设计承载量的3倍左右，长期处于超负荷状态，其与其它道路联络处亦常出现拥堵。
1993年，桂丹公路开通，丹灶镇前往佛山市与广州的车程缩短。2004年12月29日，承载该道路的谢叠大桥开始扩宽改造，在旧桥南北两侧各修建新桥，并按一级公路标准修建，谢叠大桥车道数增加至双向十车道，2006年7月12日，南桥建成通车；同年9月30日，北桥建成通车。2007年7月，该道路一期扩建工程竣工通车。2021年4月12日，谢叠大桥旧桥由于安全问题开始封闭维修，并于5月5日凌晨完成维修，恢复交通并取消封闭汾江北路驶入谢叠大桥的路口。